# Midsommarkällan
Midsommarkällan är ett ortnamn som vanligen avser en vattenkälla, inte sällan en offerkälla/fornlämning. Namnet kan avse källor i:
- Fagertofta gravfält i Nässjö kommun
- Grepstad i Västra Stenby socken i Motala kommun
- Allhelgona socken i Mjölby kommun
- Brämhults socken i Borås kommun
- Fivlereds socken i Falköpings kommun
- Forserums socken i Nässjö kommun
- Kråkshults socken i Eksjö kommun
- Kölaby socken i Ulricehamns kommun
- Norra Fågelås socken i Hjo kommun
- Täby socken i Örebro kommun